# Estádio Iliê Vidal
O Estádio  Iliê Vidal, apelidado de Ninho d'Águia, é um estádio de futebol localizado na cidade de Rio Brilhante, no estado de Mato Grosso do Sul e tem capacidade para 8.000 pessoas. O estádio é um dos maiores do Mato Grosso do Sul.